# 4041 Miyamotoyohko
A 4041 Miyamotoyohko (ideiglenes jelöléssel 1988 DN1) a Naprendszer kisbolygóövében található aszteroida. Takuo Kojima fedezte fel 1988. február 19-én.